# Heinrich Gebert
Heinrich Gebert (* 6. Juli 1917 in Rapperswil SG, Bürger von St. Gallenkappel; † 8. August 2007 in Wollerau) war ein Schweizer Unternehmer, welcher zusammen mit seinem Bruder Klaus Gebert die Firma Geberit bedeutend machte.

## Leben und Wirken
Heinrich Gebert war der Sohn von Albert Gebert (1880–1969), der seinerseits der Sohn von Caspar Melchior Gebert (1850–1909) war, welcher mit einer Spenglerei den Grundstein für die spätere Firma Geberit legte. Heinrich Gebert besuchte die Schulen in Rapperswil und machte anschliessend eine kaufmännische Ausbildung. Zusammen mit seinem Bruder Klaus übernahm er 1953 die Geschäftsführung von Geberit. Dieses Unternehmen war zu diesem Zeitpunkt hoch verschuldet und zählte 35 Mitarbeiter. Nach der Konsolidierung des Schweizer Geschäfts geschah vorerst die Ausweitung in Deutschland. Die Gebrüder bauten dieses Unternehmen zum europaweit führenden Hersteller von Spülsystemen und weiteren sanitären Installationen mit 3700 Mitarbeitern aus. Weil sich keine geeignete Nachfolge innerhalb der Familie finden liess, verkauften sie ihre Firma 1997 für 1,8 Milliarden Franken.
Bereits während seiner unternehmerischen Tätigkeit wurde Gebert zu einem bedeutenden Kunstsammler moderner Kunst. Besonders Werke der Ostschweizer Maler Carl August Liner und Carl Walter Liner fanden Aufnahme in seiner Sammlung.
Nach dem Verkauf des Familienunternehmens verwendete er einen bedeutenden Teil seiner Mittel für gemeinnützige Zwecke. So gründete er 1998 die Gebert Rüf Stiftung als damals grösste private Wissenschafts- und Innovationsstiftung der Schweiz zur Förderung von Ausbildungs- und Forschungsprojekten. Er war der erste Mäzen in der Schweiz, der eine Stiftung mit unternehmerischem Denken und Handeln verknüpfte. Er verzichtete auf einen Sitz im Stiftungsrat, welcher anfänglich von Theodor Fässler präsidiert wurde und als weitere Mitglieder Peter Forstmoser, Philipp U. Heitz, Verena Meyer, Heinrich Rohrer, Hans Heinrich Schmid und Carl August Zehnder umfasste.
Die Stiftung Liner war Bauherrin des Kunstmuseum Appenzell. Es verdankt sein Bestehen ebenfalls diesem Gönner. Die ehemalige Stiftung Liner wird heute Heinrich Gebert Kulturstiftung Appenzell genannt.